# Pantjeny
Sekhemrekhutawy Pantjeny là một pharaon Ai Cập trong thời kỳ Chuyển tiếp thứ Hai. Theo các nhà Ai Cập học Kim Ryholt và Darrell Baker, ông là một vị vua thuộc về vương triều Abydos, mặc dù vậy họ vẫn chưa xác định rõ vị trí của ông trong triều đại này. Ngoài ra, Pantjeny có thể là một vị vua thuộc về giai đoạn cuối của vương triều thứ 16.
Theo Jürgen von Beckerath, Pantjeny sẽ được đồng nhất với Sekhemrekhutawy Khabaw, người được ông ta coi là vị vua thứ ba của vương triều thứ 13.

## Chứng thực
Pantjeny được biết đến từ một tấm bia bằng đá vôi duy nhất "có chất lượng đặc biệt thô", nó được Flinders Petrie tìm thấy ở Abydos. Tấm bia đá này được dành cho người con trai của đức vua Djehuty-aa ("Thoth vĩ đại") và người con gái của đức vua Hotepneferu. Nó hiện nằm ở bảo tàng Anh Quốc với số danh mục là BM EA 630. Tấm bia đá này được tạo ra bởi một xưởng khai thác mỏ nằm tại Abydos. Những tấm bia khác được tạo ra bởi xưởng này thuộc về vua Rahotep và vua Wepwawetemsaf. Do đó cả ba vị vua này đã cai trị khá gần nhau.

## Vương triều
Trong nghiên cứu về thời kỳ Chuyển tiếp thứ Hai của mình, Kim Ryholt đã bổ sung cho ý kiến ban đầu được đề xuất bởi Detlef Franke mà cho rằng sau sự sụp đổ của vương triều thứ 13 cùng với việc Memphis bị người Hyksos chinh phục, một vương quốc độc lập tập với trung tâm nằm ở Abydos đã xuất hiện ở miền Trung Ai Cập. Do đó Vương triều Abydos dùng để chỉ một nhóm các vị vua địa phương cai trị trong một khoảng thời gian ngắn ở miền trung Ai Cập. Ryholt giải thích rằng Pantjeny chỉ được chứng thực bởi một hiện vật duy nhất từ Abydos và hơn nữa tên của ông có nghĩa là "Người từ Thinis", một thành phố nổi tiếng cách Abydos vài dặm về phía bắc. Do đó ông ta kết luận rằng Pantjeny nhiều khả năng đã trị vì từ Abydos và thuộc về vương triều Abydos. Như vậy, Pantjeny sẽ cai trị các vùng đất ở miền trung Ai Cập và sẽ cùng thời với vương triều thứ 15 và 16.
Nhà Ai Cập học Marcel Marée lại bác bỏ giả thuyết của Ryholt và thay vào đó giữ quan điểm cho rằng Pantjeny là một vị vua thuộc vào giai đoạn cuối của vương triều thứ 16. Thật vậy, Marée giải thích rằng phân xưởng mà đã tạo ra tấm bia đá của Pantjeny còn chịu trách nhiệm cho việc tạo ra các tấm bia đá của Wepwawetemsaf và Rahotep, vị vua sau này thường được ấn định là vào giai đoạn đầu của vương triều thứ 17. Marée do đó kết luận rằng Rahotep, Pantjeny và Wepwawetemsaf đã cai trị khá gần nhau. Điều này cũng loại bỏ sự tồn tại của một vương triều Abydos vào khoảng năm 1650 TCN.